# مارسلو گونزالوس کوستا لوپز
مارسلو گونزالوس کوستا لوپز (به پرتغالی: Marcelo Gonçalves Costa Lopes) مدافع اهل برزیل است که در شهر ریودو ژانیرو و در تاریخ ۲۲ فوریهٔ ۱۹۶۶ به دنیا آمده‌است.
مارسلو گونزالوس کوستا لوپز در تیم‌های فوتبال فلامینگو سابقهٔ حضور دارد.